# シクス バイ オリエンタルホテル
シクス バイ オリエンタルホテル（6th by ORIENTAL HOTEL）は、東京都千代田区有楽町に所在するレストラン。
運営会社は東京都千代田区に本社を置く株式会社プラン ドゥ シー(株式会社Plan･Do･See)で、ホテル・レストラン・ウェディング等の事業を行っている企業である。

## 概要
神戸市にある系列ホテルオリエンタルホテルのメインダイニングが、”もしも東京の中心にあったなら”をコンセプトにオープン。
神戸開港間もなく開業した日本最古のホテル「オリエンタルホテル」のエッセンスを取り入れた異国情緒ただよう空気と、有楽町を行き交う人々のライフスタイルに合わせ、朝のコーヒーからランチ、カフェ、ディナー、バータイムまで営業するオールデイダイニングである。
イタリアンをベースにした多国籍料理を提供する「メインダイニング」を始め、鉄板焼きレストラン「ステーキハウス ミディアムレア トウキョウ」、江戸前寿司「鮨 大いにおまかせ」、コーヒースタンド「ノッツ コーヒー ロースターズ」があり、中でも「メインダイニング」の「バスクチーズケーキ」と「パンケーキ」は人気の看板メニューである。

## 店舗
- 多国籍料理「メインダイニング」
- 鉄板焼きレストラン「ステーキハウス ミディアムレア トウキョウ」
- 江戸前寿司「鮨 大いにおまかせ」
- コーヒースタンド「ノッツ コーヒー ロースターズ」

## 交通アクセス
- JR山手線「有楽町駅」 日比谷口より徒歩1分
- 東京メトロ有楽町線「有楽町」駅より徒歩5分
- 日比谷線、三田線、千代田線「日比谷駅」　B1出口より徒歩5分